# Cymbalophora fumosa
Cymbalophora fumosa là một loài bướm đêm thuộc phân họ Arctiinae, họ Erebidae.